# Anastasija Šljachovaja
Anastasija Sergeevna Šljachovaja, coniugata Samojlenko (in russo Анастасия Сергеевна Шляховая-Самойленко?; Nižnekamsk, 5 ottobre 1990), è una pallavolista russa.
Gioca nel ruolo di centrale nella Dinamo-Kazan.

## Carriera
La carriera di Anastasija Šljachovaja inizia a livello giovanile col club DJUSŠ № 4. Nel 2007 passa all'Ufimočka, col quale ottiene la promozione nella massima serie nel 2012, debuttando così nella Superliga russa nella stagione 2012-13; al termine dell'annata, nell'estate del 2013, viene convocata per la prima volta nella nazionale russa, esordendo in occasione del Montreux Volley Masters, chiuso al secondo posto; successivamente vince la medaglia d'oro sia alla XXVII Universiade che al campionato europeo.
Nella stagione 2013-14 passa all'Omička, dove milita per due annate; con la nazionale vince la medaglia d'argento al World Grand Prix 2015. Nel campionato 2015-16 approda alla Dinamo Krasnodar, militando anche in questo club per un biennio e vincendo la Coppa di Russia 2015 e la Coppa CEV 2015-16.
Nella stagione 2017-18 firma per la Dinamo-Kazan, conquistando la Coppa di Russia, torneo nel quale viene premiata come miglior muro.

## Palmarès

### Club
- Coppa di Russia: 2

2015, 2017
- Coppa CEV: 1

2015-16

### Nazionale (competizioni minori)
- Montreux Volley Masters 2013
- Universiade 2013
- Montreux Volley Masters 2014

### Premi individuali
- 2017 - Coppa di Russia: Miglior muro